# American Carnage
American Carnage è un film del 2022 diretto da Diego Hallivis.

## Trama
Dopo che un governatore ha emesso un ordine esecutivo per arrestare i figli di immigrati privi di documenti, ai giovani appena detenuti viene offerta l'opportunità di far cadere le accuse offrendosi volontari per fornire assistenza agli anziani.

## Slogan
"Nessuno sfugge alla routine quotidiana."

## Classificazione Motion Picture (MPAA)
Classificato R per scene di violenza, di sangue e inquietanti, linguaggio scurrile, alcuni riferimenti sessuali, nudità e uso di droghe.

## Accoglienza
Al botteghino mondiale American Carnage ha guadagnato 110.224 USD.
Su IMDb American Carnage ha ottenuto un punteggio di 4,9.

## Riferimenti ad altri film
- 2022: i sopravvissuti (1973), poster nella stanza di JP

- Attack the Block - Invasione aliena (2011), poster nella stanza di JP

- Noi (2019), poster nella stanza di JP

## Colonna sonora
- Soy Yo, scritto da Eric Frederic, Federico Simon Mejia Ochoa, Liliana Margarita Saumet Avila, Joseph M. Spargur, eseguito da Bomba Estereo per gentile concessione di Sony Music Entertainment US Latin, LLC.

- No Importa, scritto da Alaina Faith Castillo, Alejandra Alberti, Samuel Elliot Roman, eseguito da Alaina Castillo per gentile concessione di AWAL Recordings

- Internacionales, scritto da Descemer Bueno, Edgar Barrera, Andres Castro, Camilo Echeverri, Eric Frederic, Joe London, Federico Simon Mejia Ochoa, Mauricio Alberto Reglero Rodriguez, Liliana Margarita Saumet Avila, Joseph Spargur, eseguito daBomba Estereo per gentile concessione Sony Music Entertainment US Latin, LLC

- Conéxion Total, scritto da Liliana Saumet, Jose Castillo, Magdelys Savigne, eseguito da Bomba Estereo, per gentile concessione di Sony Music Entertainment US Latin, LLC

- Coast Love, co-scritto e prodotto da Paris, eseguito da The D.E.E.P. per gentile concessione di Guerrilla Funk Music, by arrangement with Shelly Bay Music LLC

- Whoop Whoop Yeah Yeah, co-scritto e prodotto da Paris, eseguito da C-Funk per gentile concessione di Guerrilla Funk Music, by arrangement with Shelly Bay Music LLC

- Monsieur Cannibale, musica di Gérard Gustin, testi di Maurice Tézé, eseguito da Sacha Distel per gentile concessione di PROSADIS